# Кук-Караук (водоспад)
 Кук-Караук  (башк. Күк-Ҡарауыҡ «блакитний, небесного кольору» та «гучний» — один із найбільших водоспадів Башкортостану, знаходиться в Ішимбайському районі на однойменній річці, біля старовинного Верхнєуральського тракту.

## Географія
Водоспад розташований у західних передгір'ях Південного Уралу, у південної околиці хребта Кизилташ в Ішимбайському районі, на річці Кукраук, територія заповідника «Ішимбайський».
Відстань від великих міст: Уфа — 170 км, Челябінськ — 575 км, Єкатеринбург — 685 км, Перм — 710 км, Тюмень — 1010 км, Курган — 840 км.
Кук-Караук — водоспад так званого каскадного типу, складається з декількох каскадів загальною висотою 12 метрів. Навесні найбільш повноводний від снігів, що розтанули. У цей час гуркіт води, що падає багатоярусними каскадами, вируючої та пінистої води, чутний здалека. У літній час від водоспаду залишаються лише невеликі цівки, що оголяють кам'яні брили.
Первозданний вид водоспаду був сильно змінений у результаті вибухів під час дорожніх робіт. Тут розкритий один з цікавих та найважливіших геологічних розрізів рифей-вендського віку. Розріз складений міцними валунами і галечниковими конгломератами, що утворюють химерні скелі.
З 1965 року оголошений пам'яткою природи республіканського значення.
Дорогою до водоспаду «Кук-Караук» є ще декілька пам'яток, серед яких: Скеля Калим-Ускан та Печера Салават.

## Маршрут
Дістатися до водоспаду можна на автомобілі від Уфи спочатку до міста Стерлітамака, потім на схід через Петрівське та Макарово. Після Макарово їхати по старому Бєлорєцькому тракту у бік Кулгуніно. Приблизно у 7 кілометрах від Макарово розташована скеля Калим-Ускан, водоспад знаходиться далі, праворуч від дороги. На громадському транспорті від Уфи доїхати до Стерлітамака. Звідти тричі на день ходить автобус до села Макарово.
- Період дії: постійно.
- Режим роботи: цілодобово.
- Вартість: безкоштовно.

## Фотогалерея

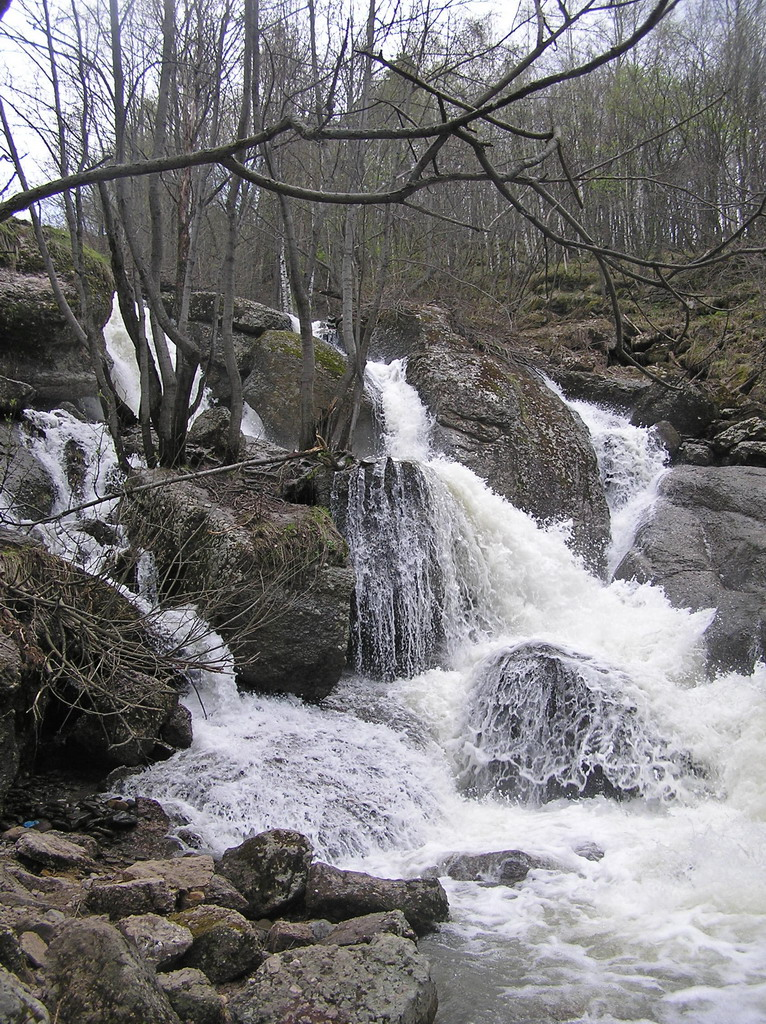
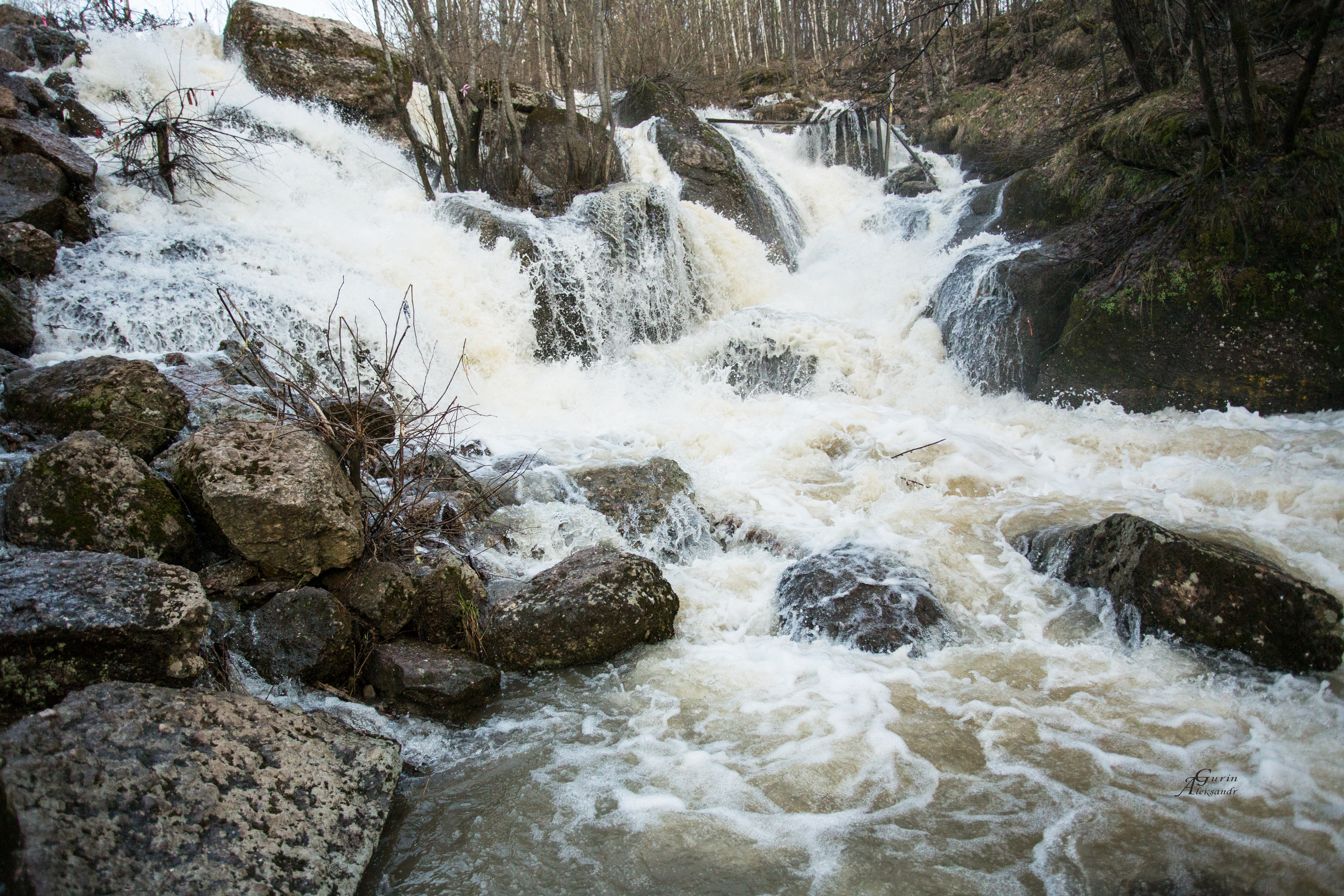
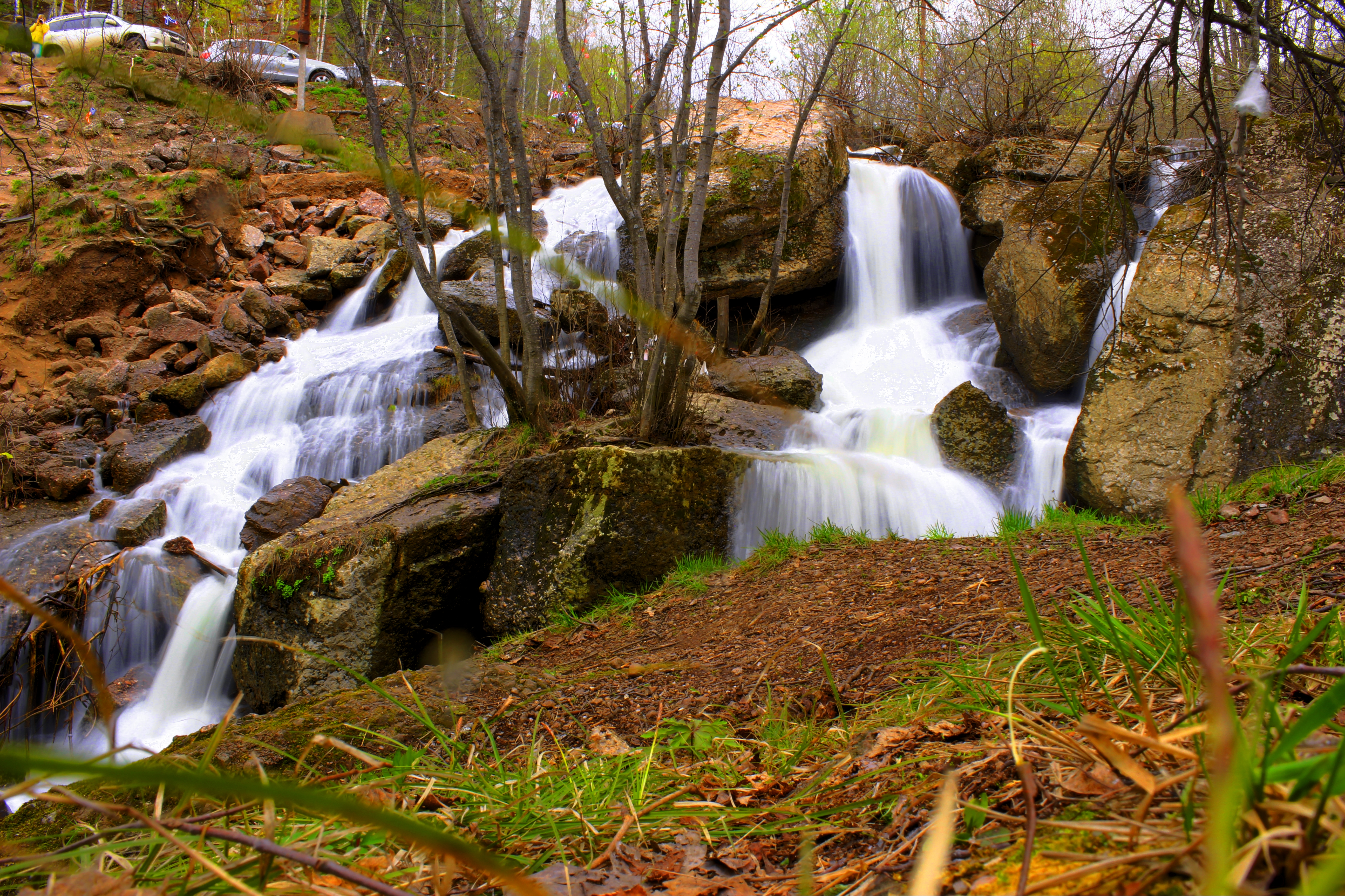
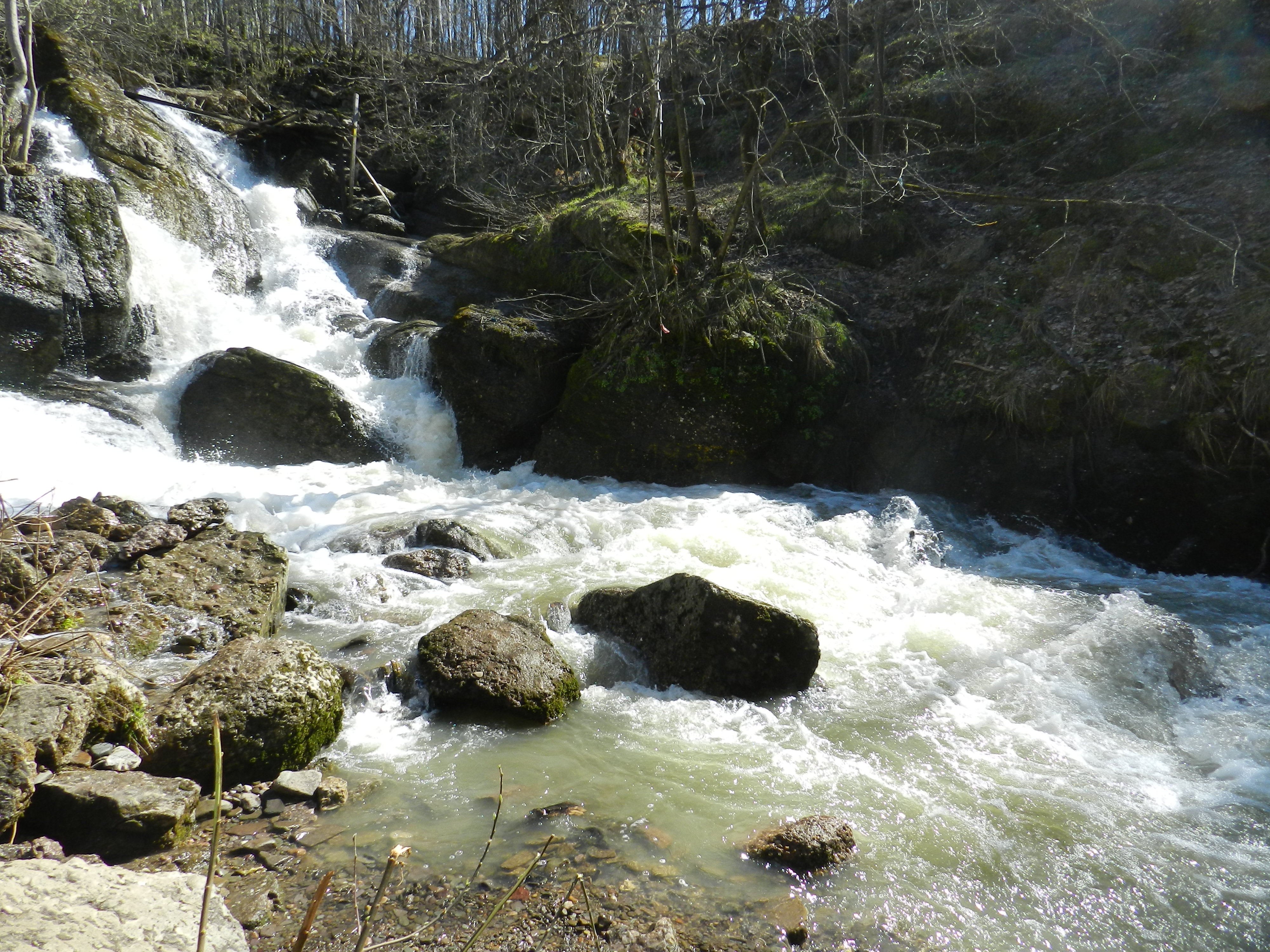
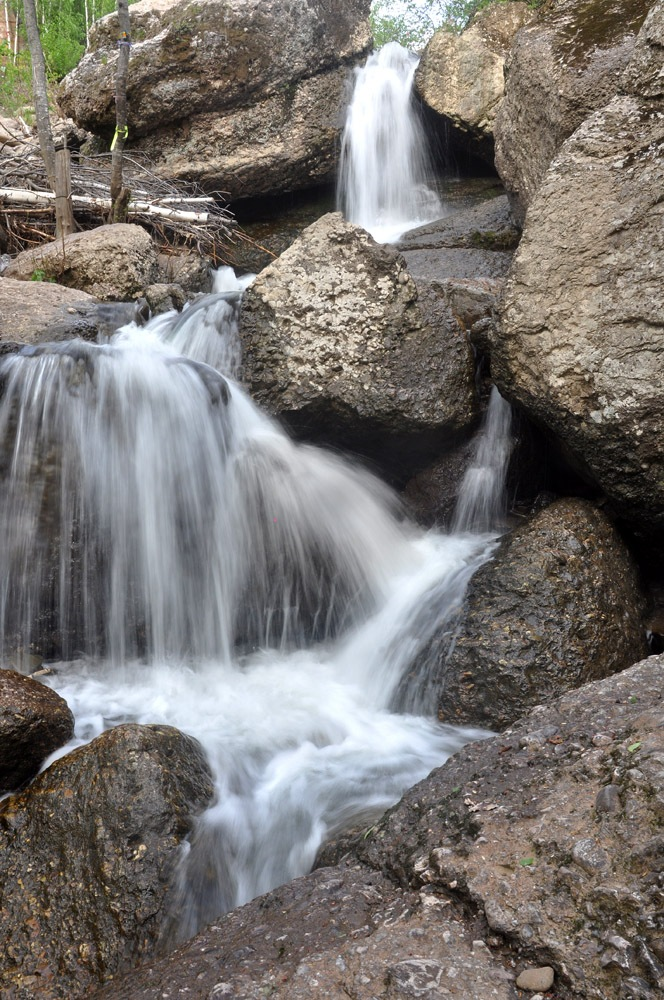